# Soul Rebels
Soul Rebels is het tweede studioalbum van de Jamaicaanse reggaeband The Wailers en hun eerste album dat buiten Jamaica werd uitgebracht. The Wailers benaderden producent Lee Perry in augustus 1970 om een album op te nemen en de opnames vonden plaats in Randy's Studio 17 in Kingston tot in november. Soul Rebels werd voor het eerst uitgebracht door Trojan Records in december 1970 en is sindsdien heruitgebracht door verschillende platenlabels.

## Nummers
Alle nummers zijn geschreven door Bob Marley, behalve waar aangegeven.

| Nr. | Titel                    | Duur |
| --- | ------------------------ | ---- |
| 1.  | Soul Rebel               | 3:22 |
| 2.  | Try Me                   | 2:50 |
| 3.  | It's Alright             | 2:39 |
| 4.  | No Sympathy (Peter Tosh) | 2:18 |
| 5.  | My Cup (James Brown)     | 3:39 |
| 6.  | Soul Almighty            | 2:45 |

| Nr. | Titel                                                                       | Duur |
| --- | --------------------------------------------------------------------------- | ---- |
| 1.  | Rebel's Hop (Curtis Mayfield/Norman Whitfield en Barrett Strong/Bob Marley) | 2:43 |
| 2.  | Corner Stone                                                                | 2:33 |
| 3.  | 400 Years (Tosh)                                                            | 2:37 |
| 4.  | No Water                                                                    | 2:12 |
| 5.  | Reaction                                                                    | 2:46 |
| 6.  | My Sympathy (400 Years Version)                                             | 2:45 |

Bob Marley · Junior Braithwaite · Beverley Kelso · Bunny Wailer · Peter Tosh · Cherry Smith · Constantine "Vision" Walker · Earl "Chinna" Smith · Aston Barrett · Joe Higgs · Earl Lindo · Carlton Barrett · Al Anderson · Alvin Patterson · Junior Marvin · Donald Kinsey · Tyrone Downie · I Threes (Rita Marley · Marcia Griffiths · Judy Mowatt)